# Persuader (Band)
Persuader (engl. für „Verführer“, „Überredungskünstler“) ist eine Power-Metal-Band aus Umeå, Schweden.

## Biografie
Nachdem 1998 die erste Demoaufnahme fertiggestellt wurde, bekamen Persuader einen Plattenvertrag bei dem Musiklabel „Loud ’n’ Proud Records“, so dass im Frühjahr 2001 das erste Studioalbum „The Hunter“ veröffentlicht werden konnte. Die Kritiken des Debüts fielen größtenteils positiv aus, in Szene-Magazinen wurde die Band stellenweise gar als bester Newcomer des Jahres 2000 bezeichnet. Getrübt wurde der Erfolg durch den Konkurs des Labels, wodurch das Album lediglich in Frankreich flächendeckend veröffentlicht werden konnte. Zudem stellten sich persönliche Differenzen in der Band ein, so dass der damalige Gitarrist Pekka Kiviaho entlassen- und durch Emil Nordberg ersetzt wurde.
Nach einigen Startschwierigkeiten nahm die neue Besetzung am Wettbewerb „Metal Gods Competition“ teil welches von dem Label „Noise International“ veranstaltet wurde. Beim Finale in Bochum errang die Band den ersten Platz und damit einen Plattenvertrag. Kurz darauf – 2004 – erschien das zweite Studioalbum „Evolution Purgatory“. Es folgte ein erneuter Label-Wechsel hin zu „Dockyard 1“. Des Weiteren wurde der zweite Gitarrist Daniel Sundbom eingestellt.
Im gleichen Zeitraum gründeten Carlsson und Norberg das Nebenprojekt Savage Circus, welches von Thomen Stauch – Ex-Schlagzeuger von Blind Guardian – vorgeschlagen wurde. Stauch hatte die Band gezielt angesprochen, da er Blind Guardian aufgrund ihres Stilwechsels verlassen hatte.
Beim dritten Studioalbum vereinigte die Band neben den genannten Genres zusätzlich noch einige Thrash- und Black-Metal-Einflüsse, trotzdem versuchte man keinen brachialen Stilwechsel zum letzten Album zu vollziehen. 2006 schließlich erschien „When Eden Burns“.
Im Oktober 2009 verkündete die Band, dass sie im Studio „Värdelös“ an einem neuen Album arbeiten.
Danach führten sie ein öffentliches Studio-Tagebuch in Form eines Blogs.
Im Januar 2014 wurde das Album „The Fiction Maze“ veröffentlicht. Ferner verließen Carlsson und Norberg Savage Circus wieder um sich auf Persuader zu konzentrieren.
Im März 2022 gab die Band bekannt, für eine unbestimmte Zeit eine Pause einzulegen.

## Stil
Die Band spielt Power Metal mit einigen Einflüssen von Heavy sowie Speed Metal und erinnert dabei meist stark an die frühen Alben von Blind Guardian. Auch textlich orientiert sich Persuader an Themen wie Fantasy und Mythologie, besingt stellenweise aber auch anderes.

## Diskografie
- 1998: Visions And Dreams (Demo)
- 2000: Swedish Metal Triumphators Vol. 1 (Split)
- 2000: The Hunter
- 2004: Evolution Purgatory
- 2006: When Eden Burns
- 2014: The Fiction Maze
- 2020: Necromancy